# 白眶蛇
白眶蛇（学名：Amphiesmoides ornaticeps）为游蛇科白眶蛇属的爬行动物，俗名白眶游蛇。在中国大陆，分布于海南、广西、福建等地，常栖息于山区溪流附近。该物种的模式产地在海南岛北部。

## 保护
本种于2023年被收录入《有重要生态、科学、社会价值的陆生野生动物名录》。